# (4268) Grebenikov
(4268) Grebenikov ist ein Hauptgürtelasteroid, der am 5. Oktober 1972 von Tamara Michailowna Smirnowa am Krim-Observatorium entdeckt wurde.
Der Asteroid wurde nach dem russischen Mathematiker Evgenij Alexandrovich Grebenikov benannt.